# Berberbreedscheenjuffer
De berberbreedscheenjuffer (Platycnemis subdilatata) is een juffer (Zygoptera) uit de familie van de breedscheenjuffers (Platycnemididae).
Platycnemis subdilatata staat op de Rode Lijst van de IUCN als niet bedreigd, beoordelingsjaar 2010, de trend van de populatie is volgens de IUCN stabiel. De soort komt voor in Algerije, Marokko en Tunesië.
De wetenschappelijke naam van de soort werd in 1849 gepubliceerd door Edmond de Selys Longchamps. De Nederlandstalige naam is ontleend aan Libellen van Europa.